# Eddie Steeples
Eddie Steeples (Spring, 25 de novembro de 1973) é um ator americano. Conhecido pelo personagem Darnell Turner da série de televisão My Name is Earl.